# ارشک محبی
ارشک محبی (زاده ۲۳ فروردین ۱۳۷۵) کشتی‌گیر آزادکار ایرانی است.وی در مسابقات قهرمانی کشتی جام بین‌المللی دانکولف در کشور بلغارستان موفق به کسب مدال طلای مسابقات شده‌است.

## فعالیت حرفه‌ای ورزشی[۵][۶][۷][۸]
- طلای بازی‌های داخل سالن آسیا ایندورگیم سال ۲۰۱۷ عشق آباد ترکمنستان
- طلای امیدهای آسیا سال ۲۰۱۹ اولان باتور مغولستان[۹]
- برنز جوانان آسیا سال ۲۰۱۶ مانیل فیلیپین[۱۰]
- طلای جام بین‌المللی دانکولف بلغارستان سال ۲۰۲۳